# Franz Bauer (Politiker, 1901)
Franz Bauer (* 30. Oktober 1901 in Wien; † 6. Juni 1964 ebenda) war ein österreichischer Gastwirt und Politiker (ÖVP), Wiener Landtagsabgeordneter und Mitglied des Gemeinderats, 3. Präsident des Landtags und Amtsführender Stadtrat.

## Leben
Bauer war gelernter Kellner und engagierte sich in der christlichen Arbeiterbewegung. Bauer wurde 1934 zum Rat der Stadt Wien sowie Obmann der Gewerkschaft der Arbeiter im Hotel- und Gastgewerbe berufen. Nach dem Zweiten Weltkrieg wurde Bauer in den Wiener Landtag und Gemeinderat gewählt und am 13. Dezember 1945 angelobt. Er gehörte dem Landtag und Gemeinderat bis zum 5. Dezember 1949 und hatte während dieser Zeit das Amt des 3. Landtagspräsidenten inne. Bauer wurde in der Folge in den Nationalrat gewählt, dem er von 1949 bis 1950 angehörte. Bauer wechselte am 29. September 1950 als Nachfolger von Richard Nathschläger in die Wiener Landes- und Stadtregierung und übernahm das Ressort für Wirtschaftsangelegenheiten, das er bis zu seinem Tod 1964 führte. Des Weiteren gehörte er von 1954 bis 1964 erneut dem Landtag und Gemeinderat an.
Innerparteilich war Bauer Mitglied des Landesparteivorstandes der ÖVP sowie des Präsidiums des Wiener Wirtschaftsbundes. Er war Obmann-Stellvertreter des Wiener ÖAAB und der Wiener Gebietskrankenkasse. Zudem hatte er das Amt des Bezirksparteiobmanns der ÖVP-Mariahilf inne.
Nach seinem Tod im Franz-Joseph-Krankenhaus wurde Franz Bauer auf dem Wiener Zentralfriedhof bestattet.

## Auszeichnungen
- 1961: Großes Goldenes Ehrenzeichen für Verdienste um die Republik Österreich[1]
- Komturkreuz des Gregoriusordens mit Stern